# Regeringen Anker Jørgensen III
Regeringen Anker Jørgensen III, även kallad SV-regeringen, var Danmarks regering från 30 augusti 1978 till 26 oktober 1979. Det var en koalitionsregering mellan motståndarpartierna Socialdemokraterne och Venstre. Fram tills 2022 var detta den enda gången sedan samlingsregeringarna under andra världskriget som dessa två partier har regerat tillsammans.
| Ämbete                                             | Minister | Minister               | Parti              | Period                             |
| -------------------------------------------------- | -------- | ---------------------- | ------------------ | ---------------------------------- |
| Statsminister                                      |          | Anker Jørgensen        | Socialdemokraterne | 30 augusti 1978 - 26 oktober 1979  |
| Utrikesminister                                    |          | Henning Christophersen | Venstre            | 30 augusti 1978 - 26 oktober 1979  |
| Finansminister                                     |          | Knud Heinesen          | Socialdemokraterne | 30 augusti 1978 - 26 oktober 1979  |
| Ekonomiminister & Skatteminister                   |          | Anders Andersen        | Venstre            | 30 augusti 1978 - 26 oktober 1979  |
| Minister utan portfölj för ekonomisk samordning    |          | Per Hækkerup           | Socialdemokraterne | 30 augusti 1978 - 13 mars 1979     |
| Försvarsminister                                   |          | Poul Søgaard           | Socialdemokraterne | 30 augusti 1978 - 26 oktober 1979  |
| Undervisningsminister                              |          | Ritt Bjerregaard       | Socialdemokraterne | 30 augusti 1978 - 22 december 1978 |
| Undervisningsminister                              |          | Dorte Bennedsen        | Socialdemokraterne | 22 december 1978 - 26 oktober 1979 |
| Justitieminister                                   |          | Nathalie Lind          | Venstre            | 30 augusti 1978 - 26 oktober 1979  |
| Inrikesminister                                    |          | Knud Enggaard          | Venstre            | 30 augusti 1978 - 26 oktober 1979  |
| Jordbruksminister                                  |          | Niels Anker Kofoed     | Venstre            | 30 augusti 1978 - 26 oktober 1979  |
| Kyrkominister                                      |          | Egon Jensen            | Socialdemokraterne | 30 augusti 1978 - 26 oktober 1979  |
| Bostadsminister                                    |          | Erling Olsen           | Socialdemokraterne | 30 augusti 1978 - 26 oktober 1979  |
| Fiskeriminister                                    |          | Svend Jakobsen         | Socialdemokraterne | 30 augusti 1978 - 26 oktober 1979  |
| Arbetsminister                                     |          | Svend Auken            | Socialdemokraterne | 30 augusti 1978 - 26 oktober 1979  |
| Handelsminister                                    |          | Arne Christiansen      | Venstre            | 30 augusti 1978 - 26 oktober 1979  |
| Grönlandsminister                                  |          | Jørgen Peder Hansen    | Socialdemokraterne | 30 augusti 1978 - 26 oktober 1979  |
| Minister utan portfölj för utrikespolitiska frågor |          | Lise Østergaard        | Socialdemokraterne | 30 augusti 1978 - 26 oktober 1979  |
| Minister för offentliga arbeten                    |          | Ivar Hansen            | Venstre            | 30 augusti 1978 - 26 oktober 1979  |
| Socialminister                                     |          | Erling Jensen          | Socialdemokraterne | 30 augusti 1978 - 26 oktober 1979  |
| Kulturminister                                     |          | Niels Matthiasen       | Socialdemokraterne | 30 augusti 1978 - 26 oktober 1979  |
| Miljöminister                                      |          | Ivar Nørgaard          | Socialdemokraterne | 30 augusti 1978 - 26 oktober 1979  |